# Sepulcro de Alonso Fernández de Madrigal

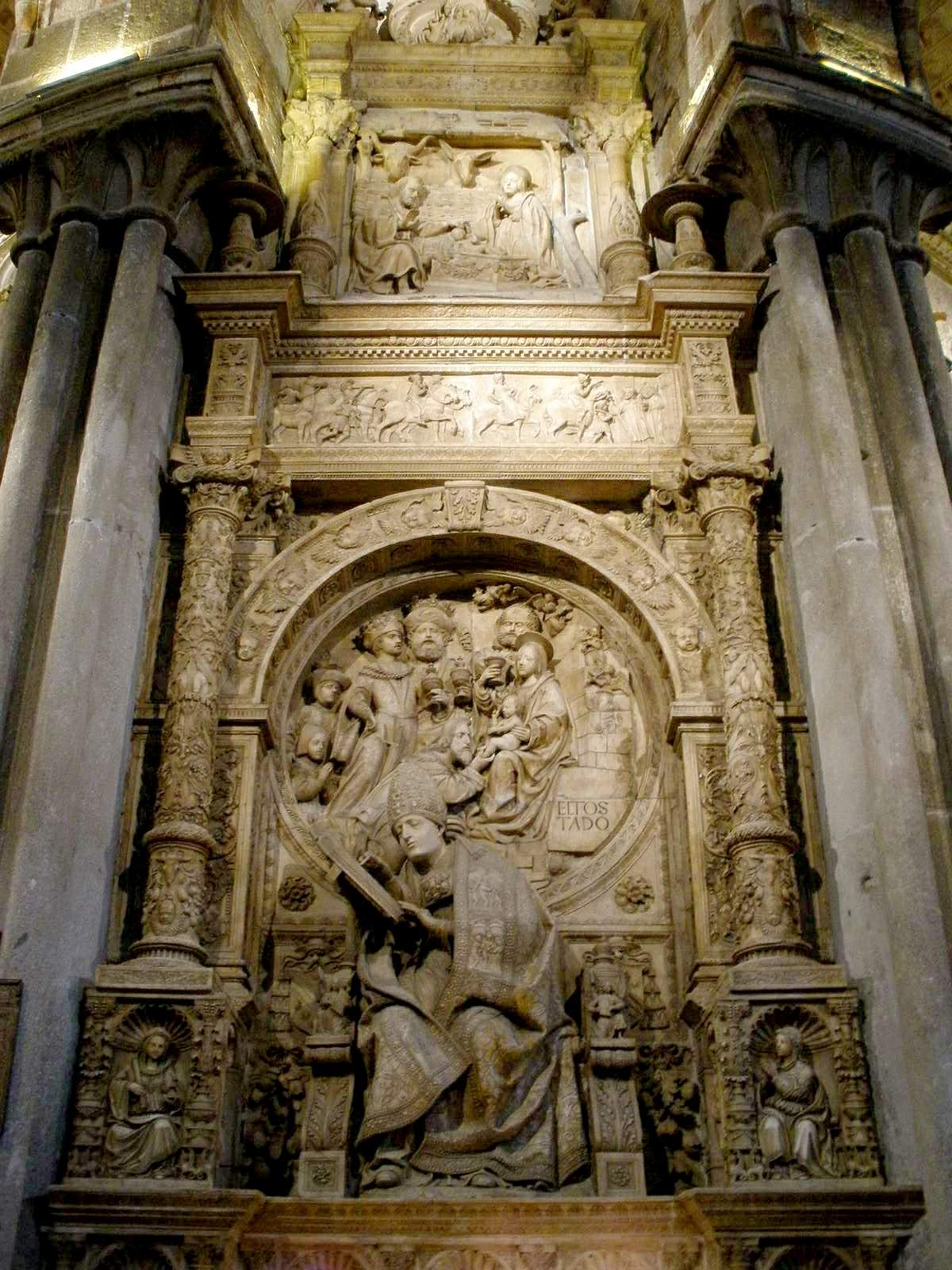
Sepulcro de Alonso Fernández de Madrigal, obra de Vasco de la Zarza.

El sepulcro de Alonso Fernández de Madrigal es una obra escultórica del primer renacimiento castellano, efectuada entre los años 1520 y 1524 por el artista Vasco de la Zarza y se encuentra en la parte trasera del altar mayor de la Catedral de Ávila.

## Historia
El escultor Vasco de la Zarza, se formó en el norte de Italia con clara influencia de Benedetto da Maiano; a esto se unió el gusto de sus comitentes por lo florido, lo cual justifica las características de toda su obra escultórica. De modo particular se dedicó a monumentos de carácter funerario, como los del obispo Gutierre de la Cueva y el de la duquesa doña Mencía Enríquez de Toledo (mujer de Beltrán de la Cueva), ambas obras en la Hispanic Society of America de Nueva York aunque en origen destinadas al monasterio de San Francisco de Cuéllar (Segovia). Otro sepulcro que se encuentra en la catedral de Toledo, es el del obispo de Ávila Alonso Carrillo de Albornoz, fallecido en 1513. Otro ejecutado en sus últimos años es el de doña Mencía Dávila en el convento de Las Gordillas y el de su esposo Hernán Núñez de Arnalte en Santo Tomás de Ávila. Y como gran obra, en la catedral de Ávila, el sepulcro de Alonso Fernández de Madrigal, obispo de esta ciudad, fallecido en 1455 y conocido como «el Tostado».

## Descripción

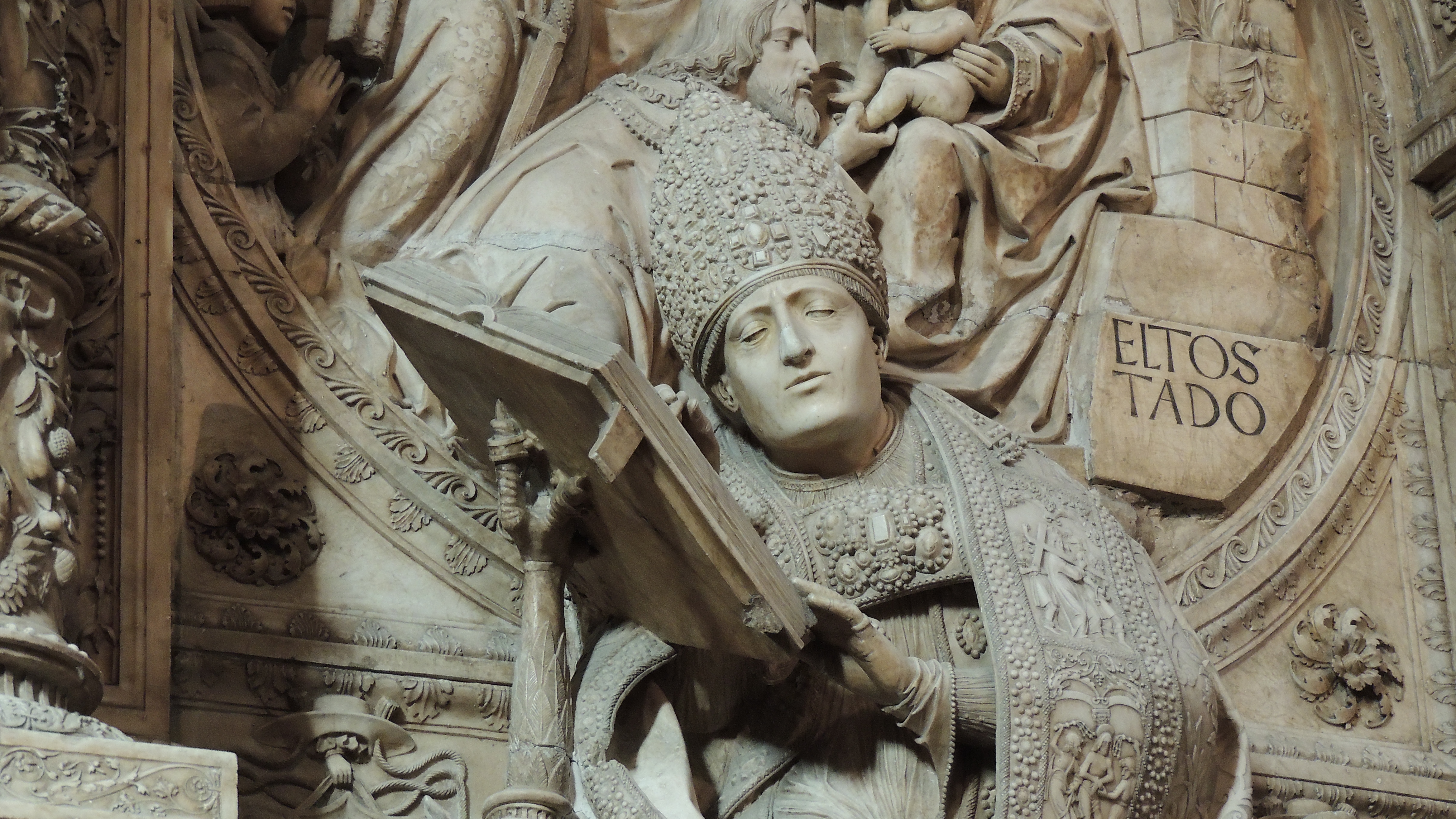
Detalle del sepulcro.

Está realizado este suntuoso sepulcro en alabastro y su conjunto montado a manera de retablo en el centro del trasaltar mayor de la Catedral de Ávila, y en cuyos elementos decorativos se advierte el influjo del arte lombardo, donde se cree que se formó el autor.
Tiene un banco con hornacinas avenaradas con figuras de las virtudes y sobre él, entre columnas agrutescadas, la imagen del obispo se encuentra sentado en su cátedra y en actitud de escribir sobre un atril y vestido con una rica capa pluvial y mitra. Como fondo existe en forma circular un relieve con las figuras de la Epifanía, aún con estilo que recuerda el anterior gótico. Sobre este relieve a manera de friso se muestra la cabalgata de los Reyes Magos y por último en el ático, un relieve mayor representa la Natividad.
Las calles de ambos lados, entre columnillas, son dos por lado semejantes en su decoración: heráldica y tenantes en el banco; los evangelistas coinciden a la altura del obispo y sobre ellos hay unos medallones o tondos, en el arco intermedio, con representación de santos varones. Los fustes de las columnas y el friso están ornados con ricos grutescos y finalmente, como en el panel central se encuentra un ático sobre el entablamento con escenas de la vida de Cristo.